# 486 Cremona
Cremona (asteroide 486) é um asteroide da cintura principal com um diâmetro de 21,85 quilómetros, a 1,9677616 UA. Possui uma excentricidade de 0,1633596 e um período orbital de 1 317,46 dias (3,61 anos).
Cremona tem uma velocidade orbital média de 19,42119373 km/s e uma inclinação de 11,07758º.
Esse asteroide foi descoberto em 11 de Maio de 1902 por Luigi Carnera.